# Olympische Jugend-Sommerspiele 2018/Teilnehmer (Jordanien)
| Gelbes Symbol für Goldmedaillen mit stilisierten Olympischen Ringen | Graues Symbol für Silbermedaillen mit stilisierten Olympischen Ringen | Braundes Symbol für Bronzemedaillen mit stilisierten Olympischen Ringen |
| ------------------------------------------------------------------- | --------------------------------------------------------------------- | ----------------------------------------------------------------------- |
| —                                                                   | —                                                                     | 1                                                                       |

Die Jugend-Olympiamannschaft aus Jordanien für die III. Olympischen Jugend-Sommerspiele vom 6. bis 18. Oktober 2018 in Buenos Aires (Argentinien) bestand aus 13 Athleten.

## Athleten nach Sportarten

### Basketball
Jungen
- 3x3: 20. Platz
- Rayyan Anwar Ahmed Jarrad
- Omar Tarek Ma'moun Bukhari
- Shaker Salaheddin Kandil Shubair
- Fahed Adam Fahed Tarjali

### Karate
Jungen
- Abdallah Hammad
Kumite bis 61 kg: 5. Platz

### Leichtathletik
Jungen
- Samer Ali Saleh al-Johar
800 m: DNF
- Abdllah Jehad Mohammad Almeleefi
3000 m: 15. Platz

### Reiten
- Sara Hussein Saleh Armouti
Springen Einzel: 26. Platz
Springen Mannschaft: 6. Platz (im Team Asien)

### Schwimmen
Jungen
- Mohammed Omar Bedour
50 m Freistil: 20. Platz
100 m Freistil: 20. Platz
- Amro Al-Wir
50 m Brust: 26. Platz
200 m Brust: 16. Platz

### Taekwondo
| Mädchen - Rama Ayman Jameel Abo-Alrub Klasse bis 55 kg: 5. Platz - Natali Iyad Adnan Hamaidi Klasse bis 63 kg: 5. Platz | Jungen - Zaid Mustafa Klasse bis 55 kg: Bronze |